# イオンモール富谷
イオンモール富谷（イオンモールとみや）は、宮城県富谷市に立地するイオンモール株式会社運営のショッピングセンター。大規模小売店舗立地法上の名称は「イオン富谷大清水ショッピングセンター（イオンとみやおおしみずショッピングセンター）」である。

## 概要
鹿島建設や西松建設が開発したニュータウン「とみや大清水21」の商業施設用地にイオン株式会社が開発した。
総合スーパーのジャスコ（現・イオン）を核テナントとして2003年（平成15年）3月21日にオープンした。
時期や売却額は未発表であるが、2013年（平成25年）11月1日に管理・運営がイオンモール株式会社に移管されるまで施設は不動産証券化によりシンガポール政府投資公社の不動産部門子会社、GICリアル・エステートが所有しており、信託受託者として三菱UFJ信託銀行が管理し、イオンリテールが賃貸契約に基づき運営を行っていた。
2008年（平成20年）3月15日にイオンリテールが運営するイオンタウン仙台泉大沢が開業。当初はイオンリテールが運営していたが、
現在はイオンタウン株式会社が運営している当施設から南に約1.6kmの近距離に開業したが、核店舗は当時のジャスコではなくマックスバリュにすることで当施設との差別化を図っている。

## 沿革
- 2003年（平成15年）
  - 3月9日 - 「イオン ふるさとの森づくり」植樹祭を開催。
  - 3月21日 - 「イオン富谷ショッピングセンター」グランドオープン[1]。
- 2011年（平成23年）
  - 3月1日 - 「ジャスコ富谷店」を「イオン富谷店」に改称。
  - 11月21日 - 「イオン富谷ショッピングセンター」を「イオンモール富谷」に改称[6]。
- 2013年（平成25年）
  - 11月1日 - 管理・運営がイオンモール株式会社に移管。
- 2020年（令和2年）3月1日 - イオン東北株式会社発足に伴い、「イオン富谷店」食品売場をイオン東北に移管。
- 2021年（令和3年）9月1日 - イオン東北とイオンリテール東北事業本部の統合[7]に伴い、「イオン富谷店」の管理・運営および衣料、住居余暇、H&BC各売場をイオン東北に移管。
- 2024年（令和6年）
  - 7月18日 - 「イオン富谷店」内に「東北大学病院 健診サテライト 街角健康ラボ」をオープン。同病院とイオン東北、ロート製薬の3社連携で行っている東北大学 COI-NEXT「Vision to Connect」拠点の活動の一環として開設されたもので、簡易測定装置によるセルフチェックと予約制で医師が健康相談や生活習慣アドバイスを行う出張診療所（週1回の開設）で構成されている[8]。
  - 7月19日 - リニューアルオープン[9]。

## 主なテナント
1階はフードコートなどを除きイオンの直営売場がほとんどを占めており、2階には専門店が配置されている。また、別棟として1階と3階に計7店舗がある。
出店テナント全店の一覧・詳細情報は公式サイト「ショップ&レストラン」を、営業時間およびATMを設置する金融機関の詳細は公式サイト「インフォメーション」を参照。

### 109シネマズ富谷
イオンモール富谷別棟にある東急レクリエーション（109シネマズ）が運営し、10スクリーン／1,808席を擁するシネマコンプレックス。
| No. | 座席数 | 座席数 | 座席数 | 備考    |
| No. | 通常   | EXE    | 車椅子 | 備考    |
| --- | ------ | ------ | ------ | ------- |
| 1   | 284    |        |        | ScreenX |
| 2   | 386    | 20     | 4      |         |
| 3   | 112    | 0      | 0      | 4DX     |
| 4   | 166    | 18     | 2      |         |
| 5   | 138    | 15     | 2      |         |
| 6   | 158    | 18     | 2      |         |
| 7   | 139    | 12     | 2      |         |
| 8   | 104    | 12     | 2      |         |
| 9   | 87     | 10     | 2      |         |
| 10  | 87     | 10     | 2      |         |

## 交通アクセス
仙台市地下鉄南北線泉中央駅から当モール（バス停名は「イオン富谷店」）まで宮城交通により路線バスが運行されている（平日のみ。土日祝日は隣接する「大清水南」バス停を利用）ほか、周辺地域を巡回する無料送迎バスも運行されている。詳細は公式サイト「バスのご案内」を参照。
また、富谷市民バスも乗り入れており（平日のみ運行）、イオン富谷店バス停を拠点とする宮城交通との乗り継ぎ運行も実施されている。